# Karen Gillan

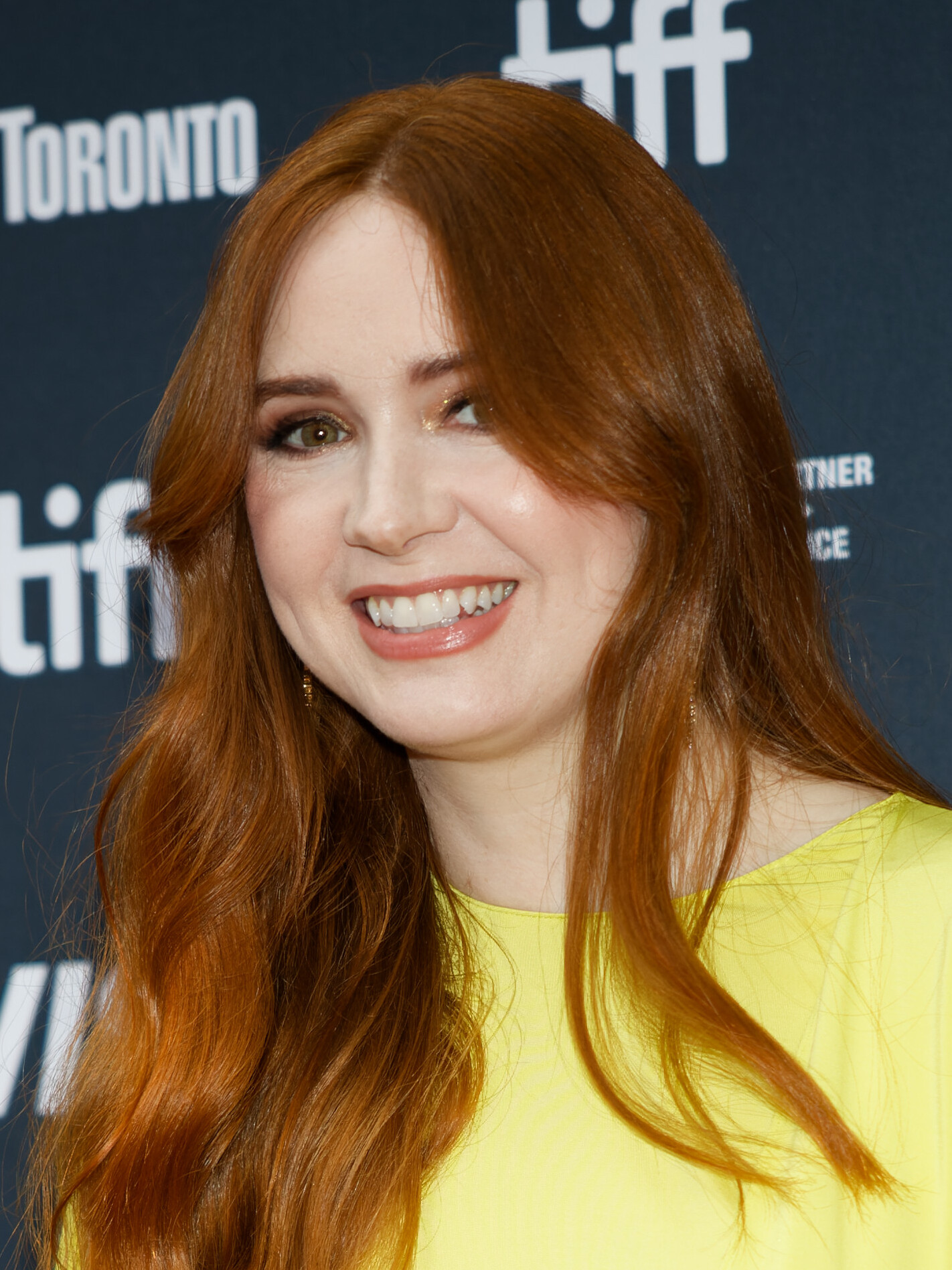
Karen Gillan (2024)

Karen Sheila Gillan (* 28. November 1987 in Inverness, Schottland) ist eine schottische Schauspielerin und ehemaliges Model. Bekanntheit erlangte sie für ihre Rolle der Amy Pond in der britischen Kult-Fernsehserie Doctor Who sowie der Nebula bei den Guardians of the Galaxy sowie in den übrigen Filmen des Marvel Cinematic Universe (MCU).

## Leben und Karriere
Gillan wuchs im schottischen Inverness auf. Ihre Eltern leben in Kinmylies. Im Alter von 16 Jahren entschied sie sich, am Telford College in Edinburgh Schauspielunterricht zu nehmen. Später sicherte sie sich einen Platz an der Italia Conti Academy of Theatre Arts in London.
Gillan hatte ihre erste Rolle in Rebus (2006), während sie noch an der Italia Conti studierte. Weiter spielte sie unter anderem in The Kevin Bishop Show, Stacked und James Nesbitts Film Outcast. Zeitweise modelte sie, so zum Beispiel 2007 auf der London Fashion Week für Allegra Hicks’ Herbst-/Winter-Kollektion.

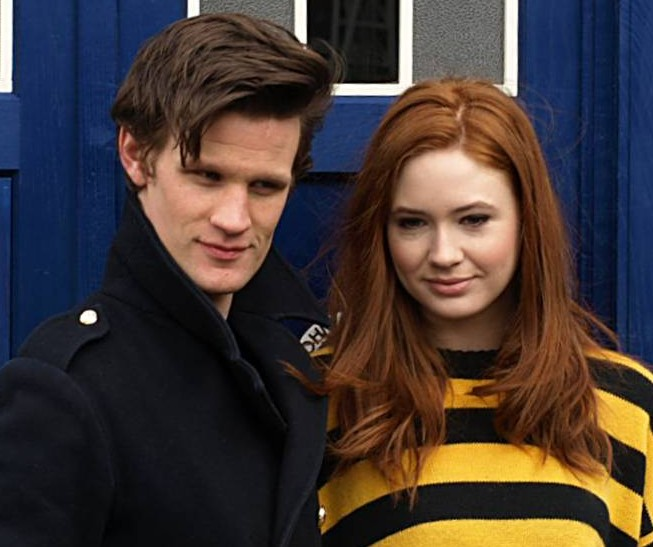
Matt Smith (Doctor Who) und Karen Gillan vor der TARDIS (2010)

Von 2010 bis 2012 spielte Gillan die Rolle der Amy Pond – der Begleiterin des elften Doktors – in der britischen Kult-Fernsehserie Doctor Who. Diese Rolle spricht sie auch in den Doctor-Who-Computerspielen. Gillan war bereits 2008 in der Doctor-Who-Episode The Fires of Pompeii in einer Nebenrolle zu sehen. Es handelt sich um die gleiche Folge, in der auch Peter Capaldi, der später den zwölften Doktor verkörperte, eine Nebenrolle innehatte.
2014 war sie als Cyborg-Kriegerin Nebula in Guardians of the Galaxy zu sehen. In der 2017 erschienenen Fortsetzung Guardians of the Galaxy Vol. 2 sowie 2018 in Avengers: Infinity War und 2019 im Finale der Infinity-Saga Avengers: Endgame übernahm sie diese Rolle erneut. Dazwischen übernahm sie in Jumanji: Willkommen im Dschungel eine der fünf Hauptrollen neben Dwayne Johnson und Jack Black. In der im Dezember 2019 veröffentlichten Fortsetzung Jumanji: The Next Level war sie wieder in einer Hauptrolle zu sehen.

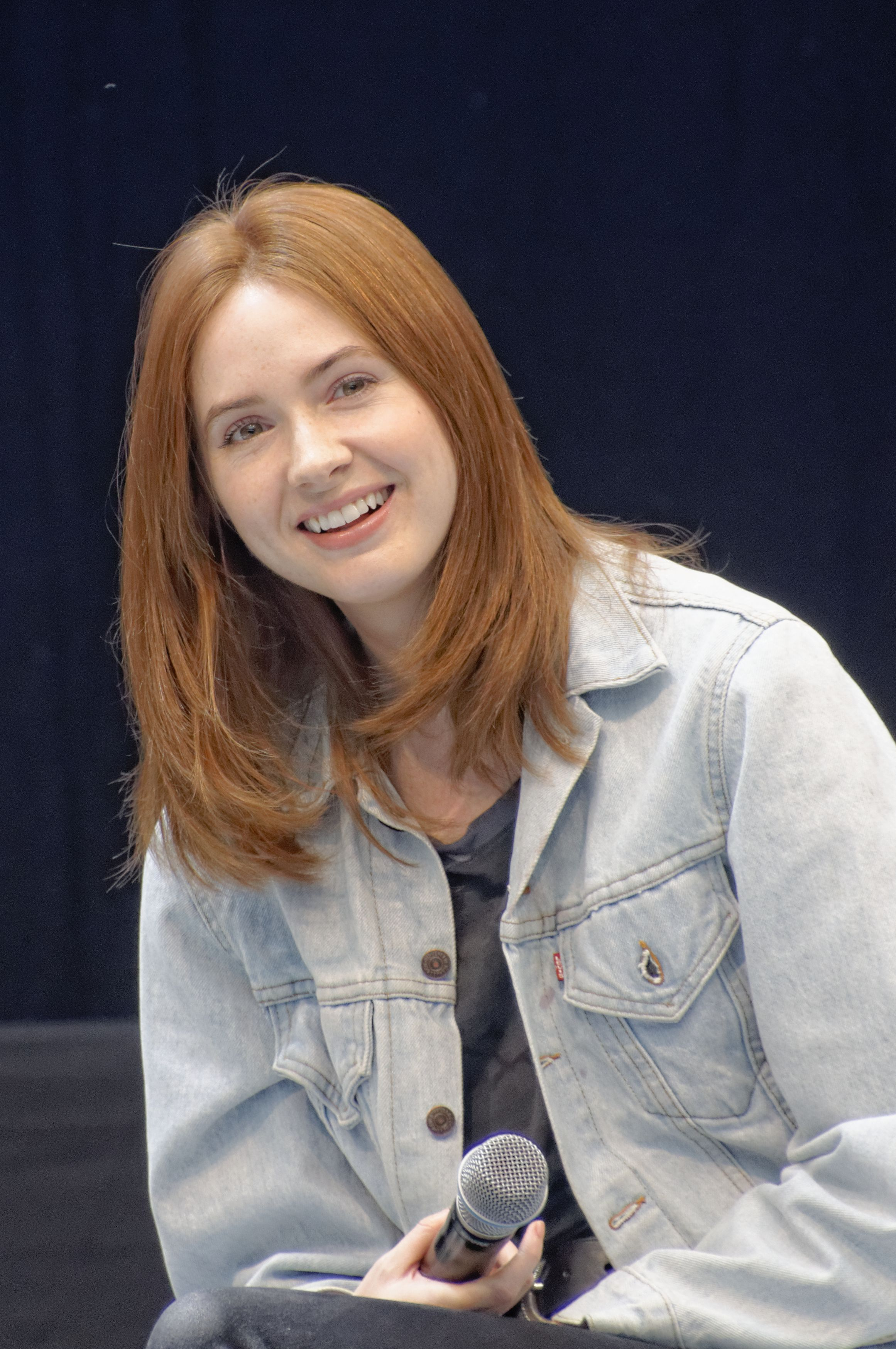
Karen Gillan auf der Comic Con Germany 2019

## Privates
Im Mai 2022 heiratete Gillan Nick Kocher in einer Zeremonie im Castle Toward in Dunoon, Schottland. Im September 2024 gab sie beim Toronto International Film Festival bekannt, dass sie ihr erstes Kind erwartet. Im Dezember 2024 brachte sie eine Tochter namens Clementine zur Welt.

## Filmografie (Auswahl)
- 2006: Rebus (Fernsehserie, 1 Episode)
- 2008, 2010–2013: Doctor Who (Fernsehserie, 36 Episoden)
- 2008: Stacked (Fernsehfilm)
- 2008: New Town Killers
- 2008: The Kevin Bishop Show (Fernsehserie, 12 Episoden)
- 2009: The Well (Fernsehserie, 4 Episoden)
- 2010: Outcast
- 2011: We’ll Take Manhattan (Fernsehfilm)
- 2013: Not Another Happy Ending
- 2013: Oculus
- 2013: NTSF:SD:SUV:: (Fernsehserie, 9 Episoden)
- 2014: Guardians of the Galaxy
- 2014: Selfie (Fernsehserie, 13 Episoden)
- 2015: The Big Short
- 2016: In a Valley of Violence
- 2017: Guardians of the Galaxy Vol. 2
- 2017: The Circle
- 2017: Jumanji: Willkommen im Dschungel (Jumanji: Welcome to the Jungle)
- 2017: Alex & The List
- 2018: All Creatures Here Below
- 2018: The Party’s Just Beginning (auch Regie und Drehbuch)
- 2018: Avengers: Infinity War
- 2019: Stuber – 5 Sterne Undercover (Stuber)
- 2019: Avengers: Endgame
- 2019: Neurotica. (Fernsehserie, 1 Episode)
- 2019: Jumanji: The Next Level
- 2020: Ruf der Wildnis (The Call of the Wild)
- 2021: Gunpowder Milkshake
- 2021, 2023–2024: What If…? (Fernsehserie, 4 Episoden, Stimme)
- 2022: Dual
- 2022: The Bubble
- 2022: Next Exit
- 2022: Thor: Love and Thunder
- 2022: The Guardians of the Galaxy Holiday Special
- 2023: Guardians of the Galaxy Vol. 3
- 2023: Late Bloomers
- 2024: Douglas Is Cancelled (Miniserie, 4 Episoden)
- 2024: Sleeping Dogs – Manche Lügen sterben nie (Sleeping Dogs)
- 2024: The Life of Chuck

## Theater
- 2011: Inadmissible Evidence (London) als Shirley[3]

## Auszeichnungen (Auswahl)
- 2010: Ultimate UK TV-Actress für Doctor Who durch die Cosmopolitan[4]
- 2011: SFX Award für Doctor Who durch das SFX Magazin[5]
- 2011: TV Choice Award für Doctor Who durch das TV Choice Magazin[6]
- 2012: National Television Award in der Kategorie Beste weibliche Darstellung (Drama) für Doctor Who durch den Sender ITV[7]
- 2015: Empire Award in der Kategorie Beste Neuentdeckung